# Vlag van Bocholt
De vlag van Bocholt werd door de gemeenteraad op 20 oktober 1977 officieel vastgesteld als de gemeentelijke vlag van de Belgisch Limburgse gemeente Bocholt. Op 19 juli 1978 werd hij door het koninklijk besluit bevestigd en uiteindelijk gepubliceerd op 9 mei 1979 in het officiële Belgisch Staatsblad.
Officieel wordt de vlag beschreven als:
De grondkleuren van het gemeentewapen blauw - wit - groen, vertikaal gezien.
Volgens Koen Nijsen, van de gemeenteraad, zijn de standaardvlaggen in de verhouding 2:3, maar worden er ook andere verhoudingen gebruikt, afhankelijk van de vlaggenmasten (bijvoorbeeld wimpels met de verhouding 1:5).
De kleuren en indeling van de vlag zijn afkomstig van het gemeentewapen. Dit gemeentevlag is gelijk aan de vlag van Sierra Leone, maar dan in 3 horizontale banen van blauw-wit-groen.

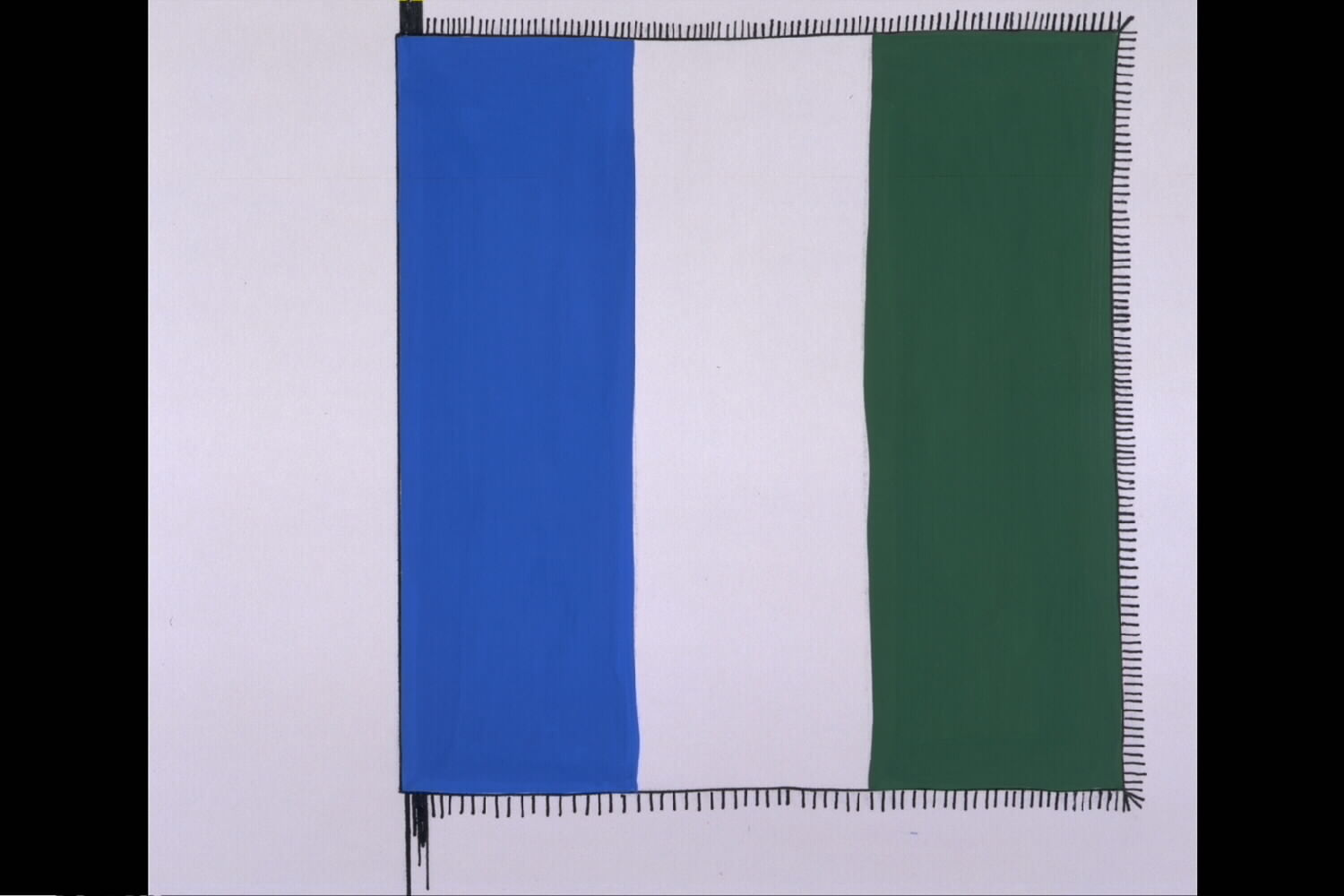
Officiële tekening van de vlag
Vlag met de verhouding 1:1
Vlag met de verhouding 3:2
Vlag van Sierra Leone